# Рязанов, Иван Яковлевич
Иван Яковлевич Рязанов (1924—1988) — ефрейтор Рабоче-крестьянской Красной Армии, участник Великой Отечественной войны, Герой Советского Союза (1943).

## Биография
Иван Рязанов родился 1 сентября 1924 года в деревне Грязновка (ныне — Спасский район Нижегородской области). После окончания начальной школы работал в колхозе. В сентябре 1942 года Рязанов был призван на службу в Рабоче-крестьянскую Красную Армию. С лета 1943 года — на фронтах Великой Отечественной войны, был наводчиком станкового пулемёта 383-го стрелкового полка 121-й стрелковой дивизии 60-й армии Центрального фронта. Отличился во время Курской битвы.
27 августа 1943 года в бою под Рыльском Рязанов, ведя огонь из своего пулемёта, способствовал успешному прорыву немецкой обороны пехотными частями. В ходе последующего наступления получил тяжёлое ранение.
Указом Президиума Верховного Совета СССР от 17 октября 1943 года ефрейтор Иван Рязанов был удостоен высокого звания Героя Советского Союза с вручением ордена Ленина и медали «Золотая Звезда» за номером 2778.
После окончания войны Рязанов был уволен в запас. До 1948 года служил в конвойных войсках МВД СССР. Позднее проживал и работал в Муроме. Умер 3 июня 1988 года, похоронен на Вербовском кладбище Мурома.
Был также награждён орденом Отечественной войны 1-й степени и рядом медалей.